# Love Flies
Love Flies è un brano musicale del gruppo musicale giapponese de L'Arc~en~Ciel, pubblicato come primo singolo estratto dall'album Real, il 27 ottobre 1999. Il singolo ha raggiunto la prima posizione della classifica Oricon dei singoli più venduti in Giappone, rimanendo in classifica per quattordici settimane e vendendo 514 450 copie.

## Tracce
CD Singolo KSC2-285
1. LOVE FLIES
2. Shinjitsu to Gensou to ~out of the reality mix~ (真実と幻想と)

Durata totale: 11:53

## Classifiche
| Classifica (1999) | Posizione più alta |
| ----------------- | ------------------ |
| Giappone (Oricon) | 1                  |